# Neptun (Schiff, 1693)

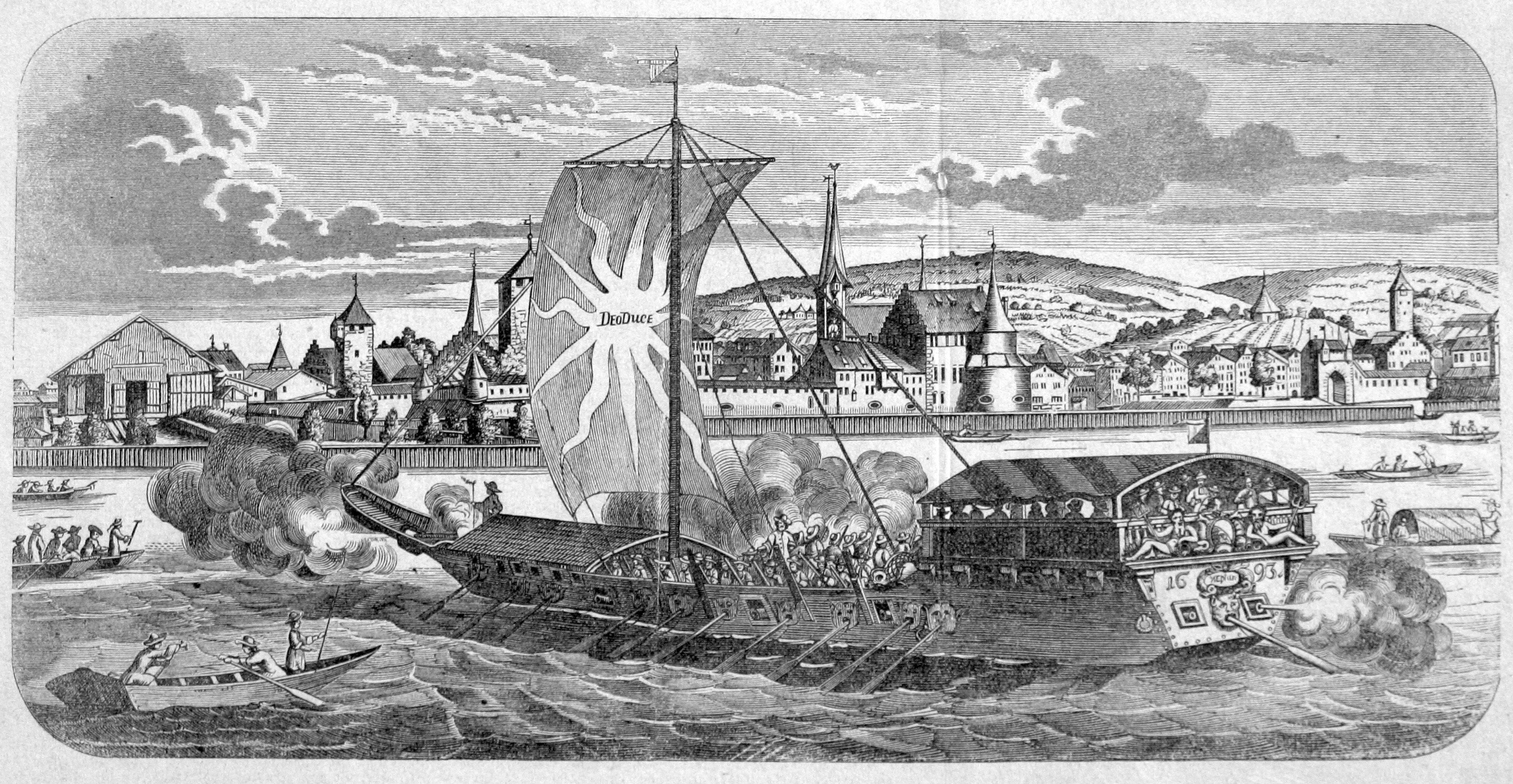
Neptun auf einer Darstellung von Johannes Meyer. Links hinten der Schiffschopf, rechts das Grendeltor

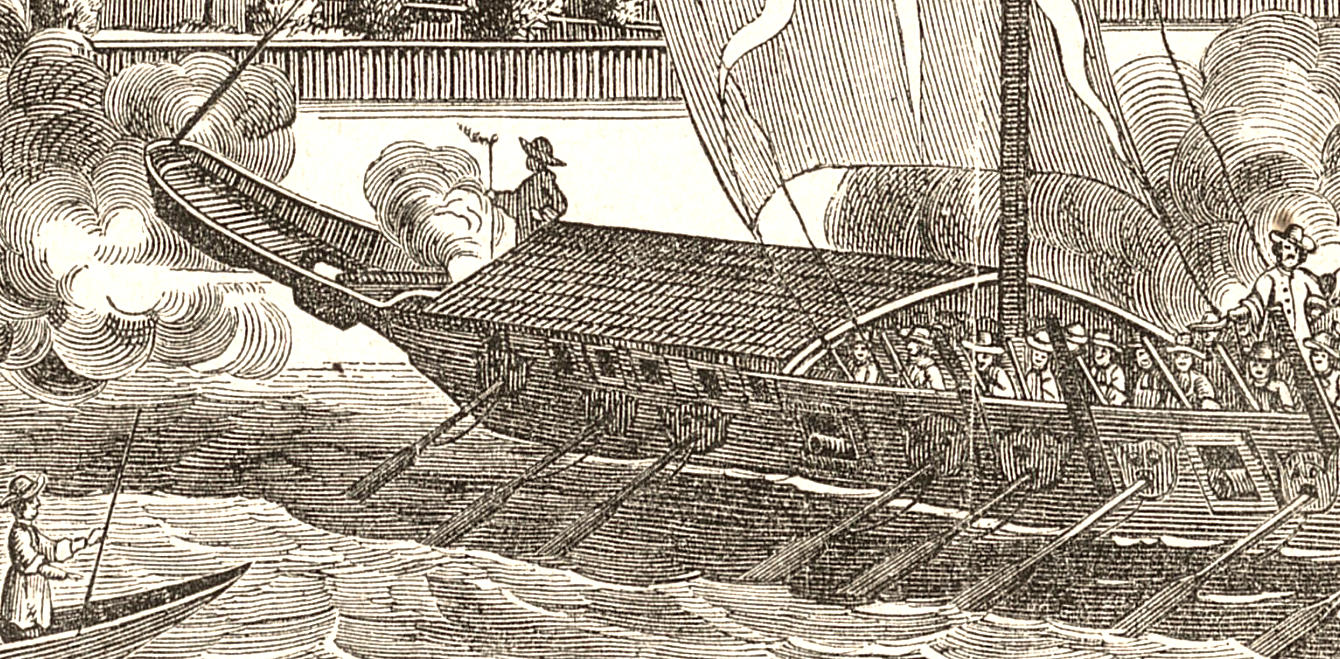
Neptun auf einer Darstellung von Johannes Meyer. Detailausschnitt Bug bis Mittschiffs

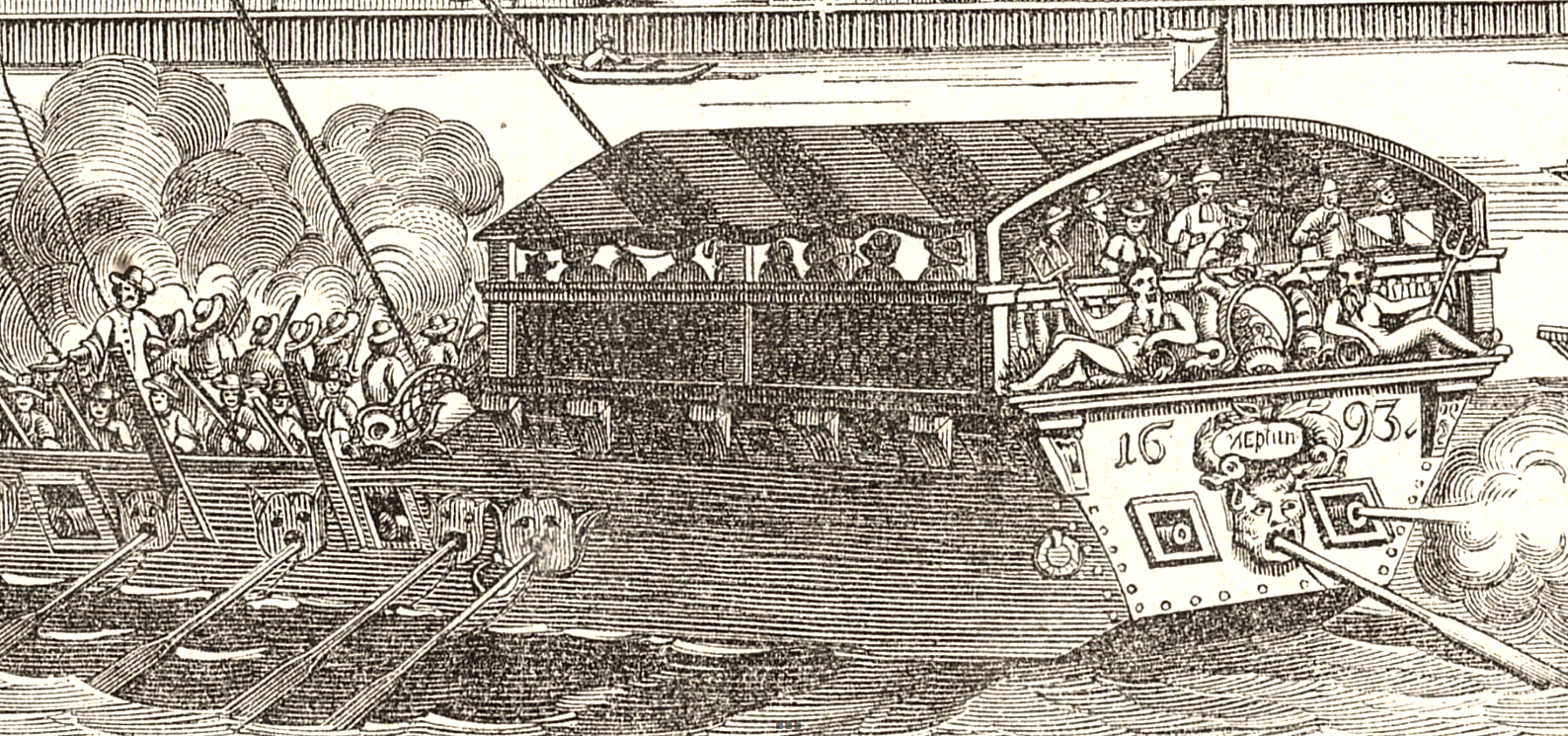
Neptun auf einer Darstellung von Johannes Meyer. Detailausschnitt Mittschiffs bis zum Heck

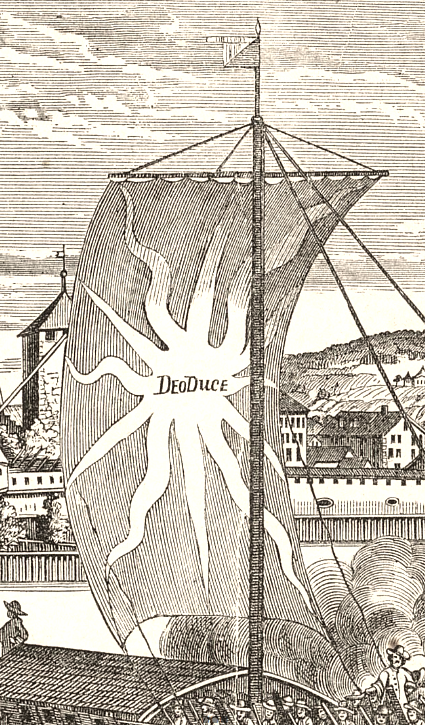
Neptun auf einer Darstellung von Johannes Meyer. Detailausschnitt Segel und Mittschiffs bis zur Top-Flagge des Flaggschiffes

Die Neptun war ein Kriegsschiff, das 1693 für die Stadt Zürich gebaut wurde.

## Geschichte
Vor der Neptun besass die Stadt die beiden Kriegsschiffe Biber und Otter, die 1693 mit den zwei Schwesterschiffen Seepferd und Neptun verstärkt wurden. In einer zeitgenössischen Beschreibung heisst es: «Sie seyn in Form einer Galeere, in jedem hat es zwei Kammeren und zwey Gallereyen, auf welche man Stuck (Geschütze) pflanzen kann. Auch seyen Gablen daruf für die Doppelhacken und 2 Reihen Bänck für die ruderknechte. Man kann sie mit ringer Mühe in den See bringen, weilen das Wasser nächst bei er Hütten tief und wie ein Meerhafen eingeschranket und mit Bäumen besetzet ist. Sie seyn gleich gross. Jedes hat einen sonderbaren (besonderen) Hauptmann.» Joseph Furttenbach beschrieb 1629 in seinem Werk Architectura navalis mehrere Bauarten von Galeassen und deren Subtypen, von denen Konstruktionsmerkmale auf den Abbildungen zur Neptun wiedererkennbar sind.
Die Neptun konnte mit bis zu 18 Kanonen und Steinmörsern ausgerüstet werden. Zwei Zweipfünderkanonen aus dem Jahr 1692, der «Hecht» und der «Karpf» werden heute im Landesmuseum aufbewahrt. Die Besatzung bestand aus 25 mit Gewehr und Bajonett bewaffneten Ruderknechten und 12 Kanonieren. Für den Kriegsfall war Platz für zusätzliche 32 Seesoldaten. Die Inschrift auf dem Segel lautet «Deo Duce» («mit Gott als Führer»). Schiffsoffizier auf der Neptun war Johann Obrist von Zollikon. Am 8. September 1783 nahm die Neptun mit zahlreichen anderen Schiffen an einem Übungsmanöver zu einer Seeschlacht auf dem Zürichsee teil. Im Toggenburgerkrieg diente die Neptun für den Transport von Truppen nach dem Toggenburg.
Der Hafen der zwei Kriegsschiffe lag ungefähr an der Stelle des heutigen Hotels «Baur au Lac». Das Marinearsenal am Schiffschopf wurde 1656 erstellt und war von einer hölzernen Palisade geschützt. Um 1840 wurde das Gebiet bis zum Bürkliplatz aufgeschüttet.
In den 1790er Jahren waren Neptun und Seepferd baufällig geworden und mussten ersetzt werden. Das weitaus grössere Nachfolgeschiff wurde nach englischen Plänen ab 1791 von einem Bregenzer Schiffsbauer gebaut und später vom Brunnenmacher Fenner aus Wiedikon fertiggestellt. Es hatte 1793 die erste Fahrt, erhielt um 1795 die Bewaffnung und wurde Stadt Zürich genannt.

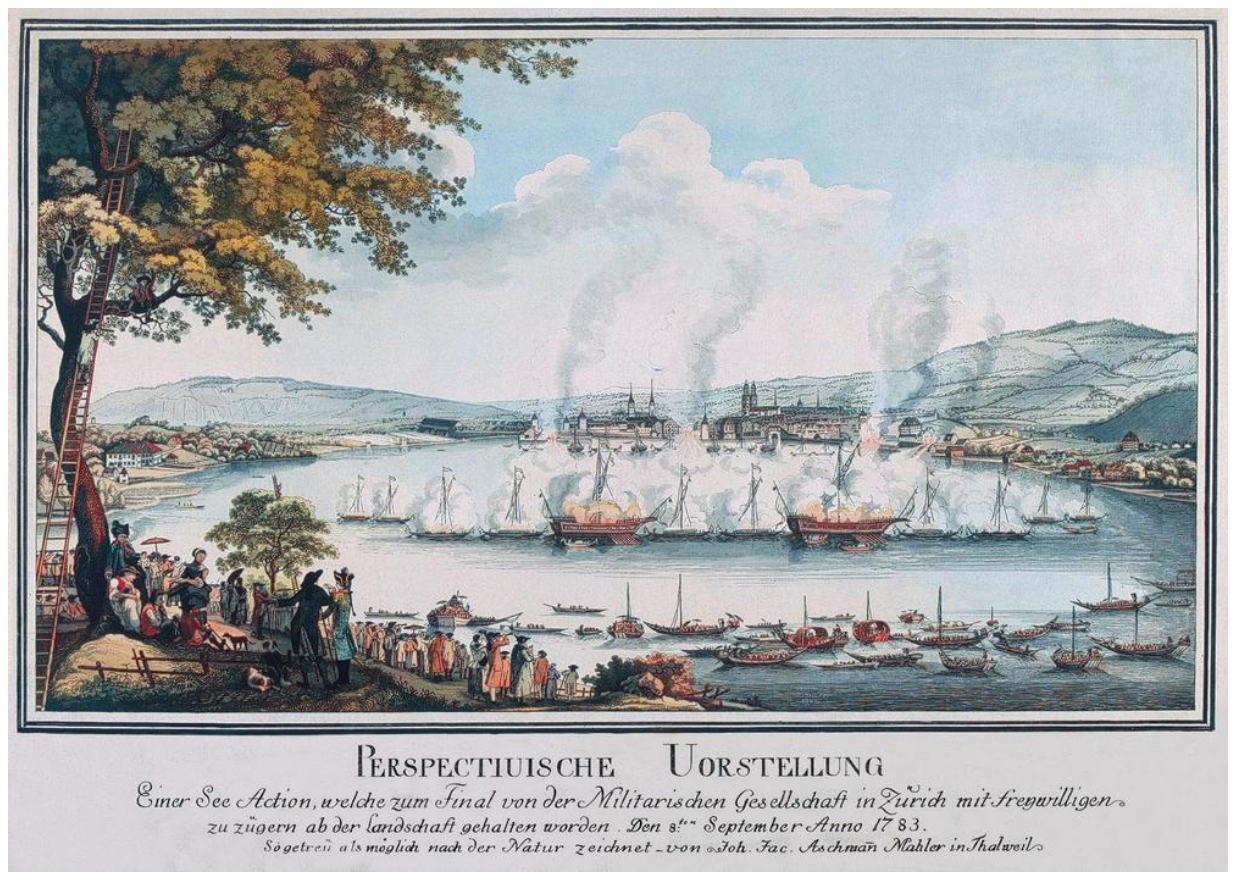
Neptun und Seepferd bei einem Übungsmanöver zu einer Seeschlacht auf dem Zürichsee 1783.
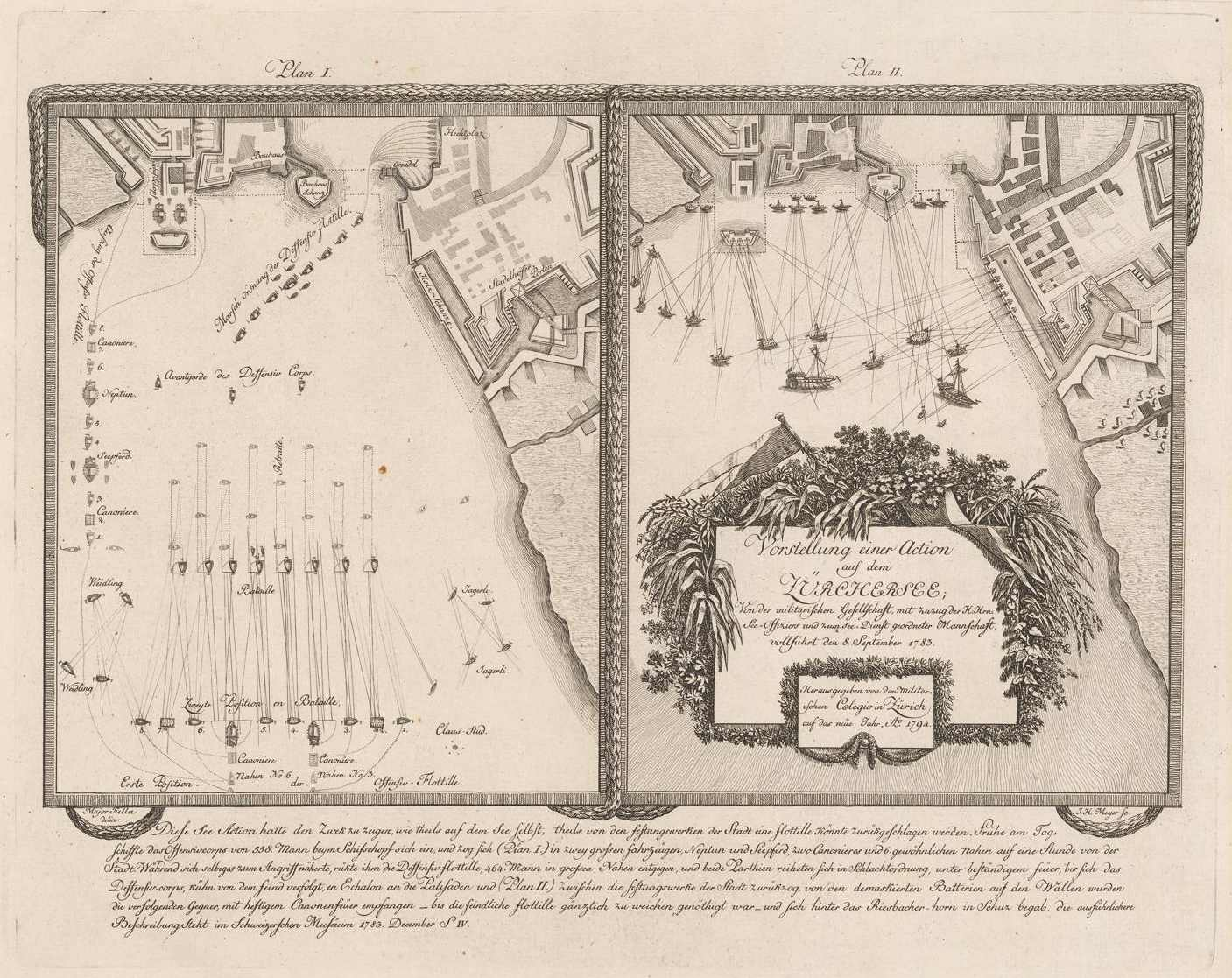
Übungsmanöver einer Seeschlacht auf dem Zürichsee 1783.
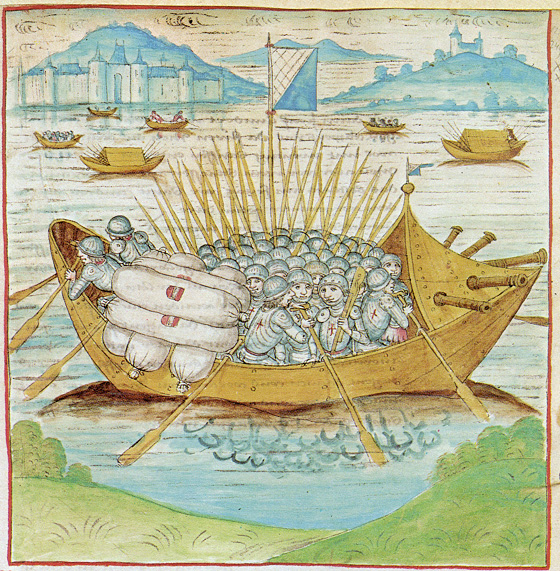
Zürcher Kriegsschiff, ein Vorgängerschiff mit Kanonen und Pikenieren.
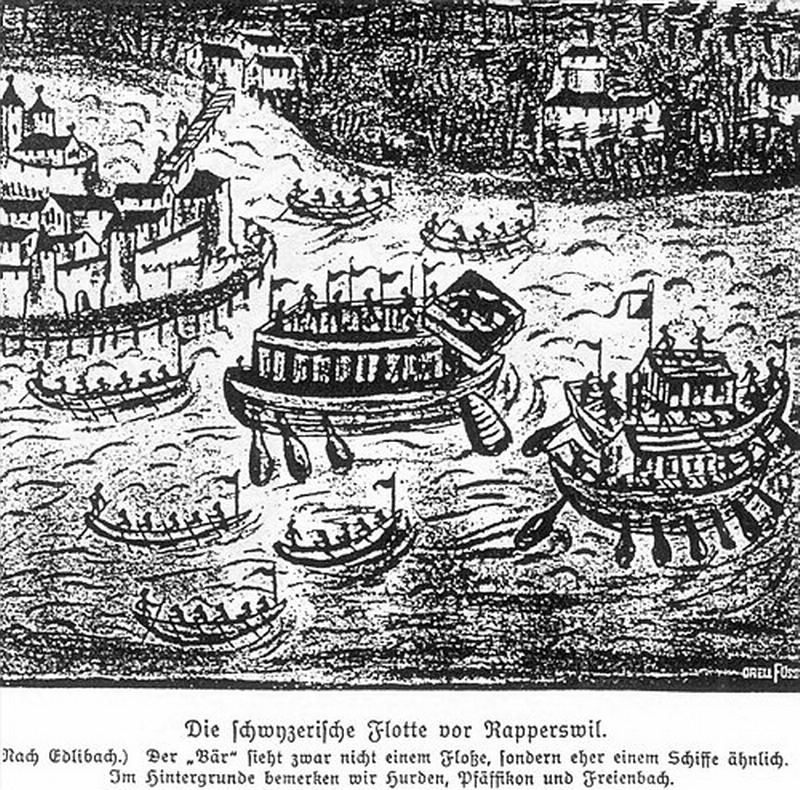
Die Schwyzerische Flotte im Kampf mit der Zürcher Flotte. Um 1445 vor Rapperswil.
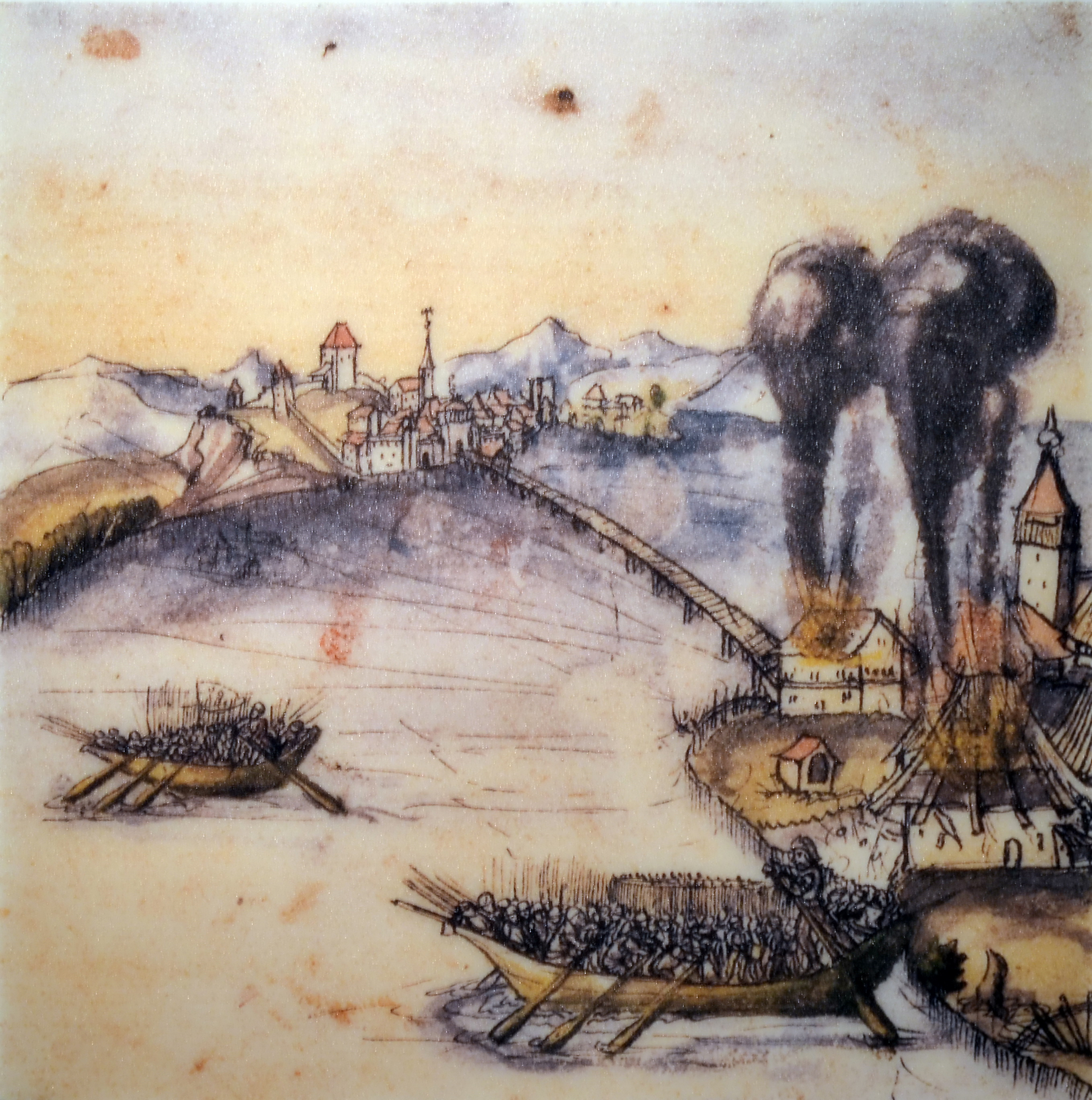
Angriff auf Rapperswil im Jahr 1443.
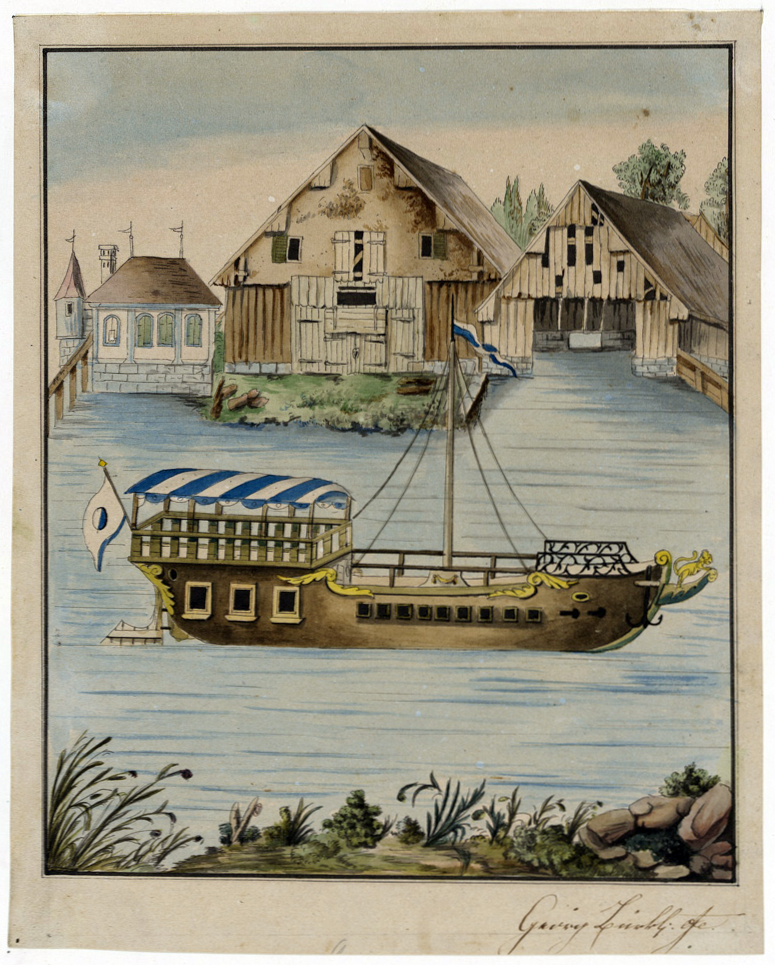
Das Nachfolgeschiff Stadt Zürich um 1800 vor dem Schiffschopf.

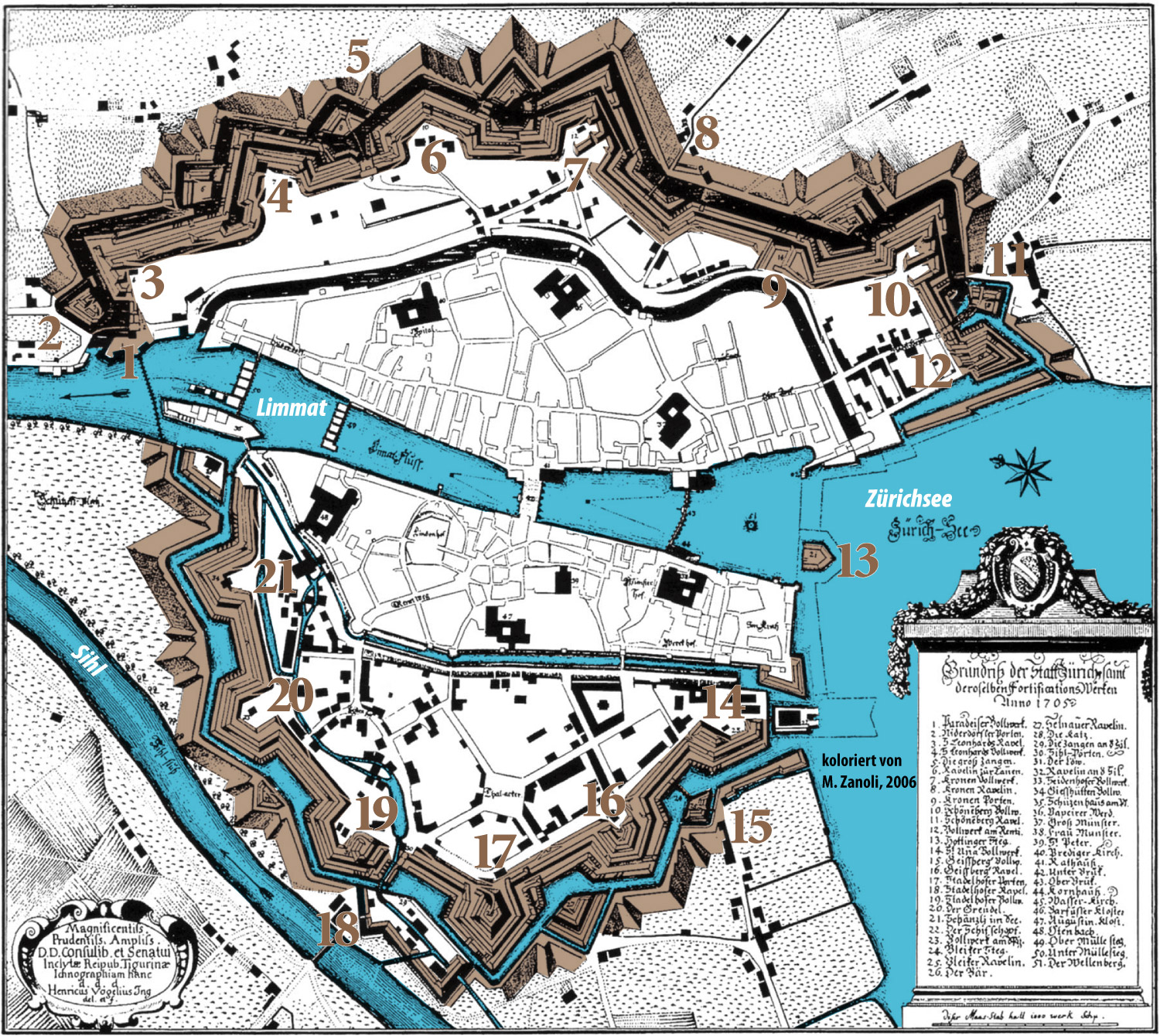
Zürcher Stadtbefestigung mit Marinearsenal Schiffschopf 1705.
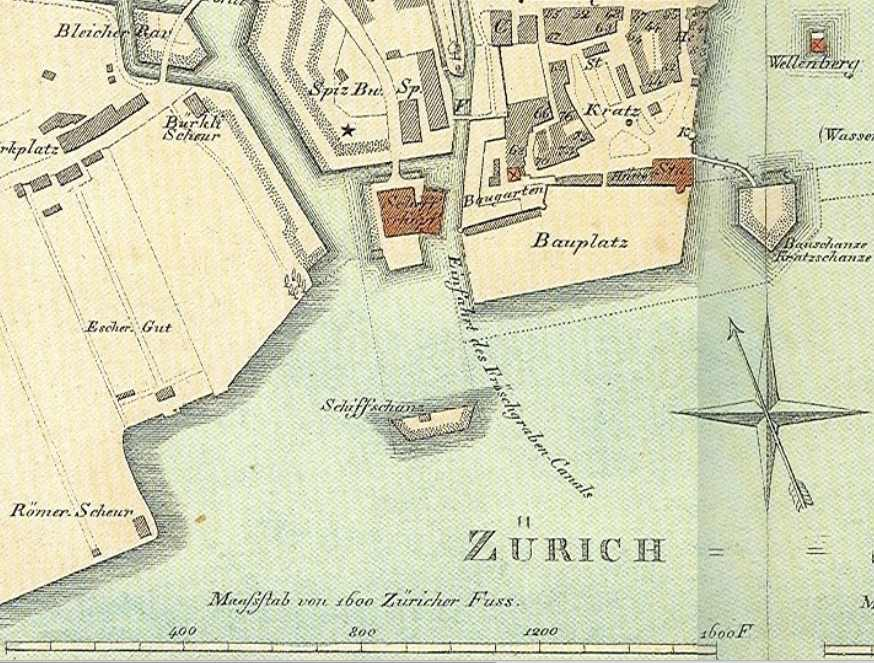
Zürich 1824 nach Kellerplan mit Marinehafen Schiffschanz und Marinearsenal.
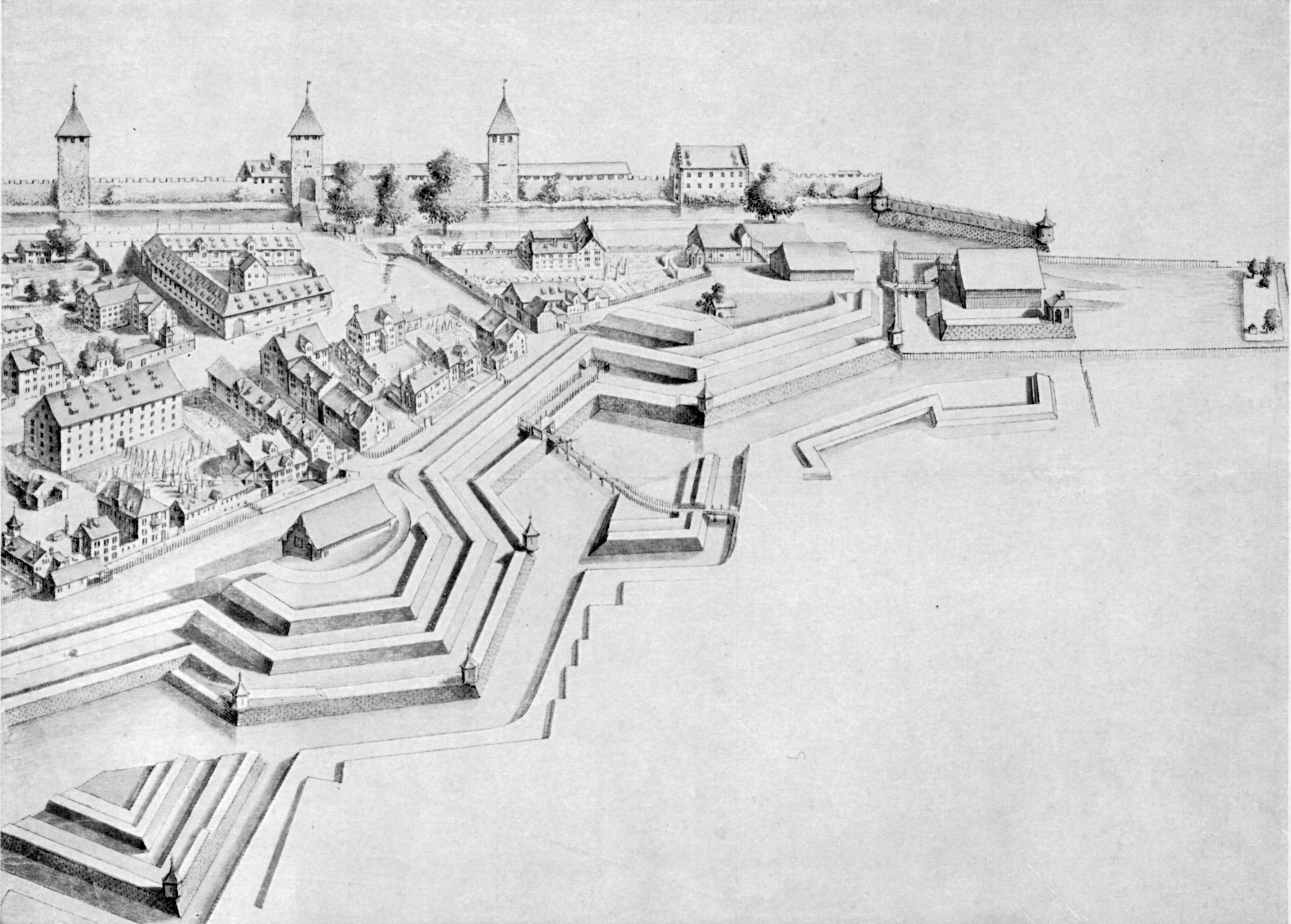
Zürcher Stadtbefestigung mit Marinearsenal.
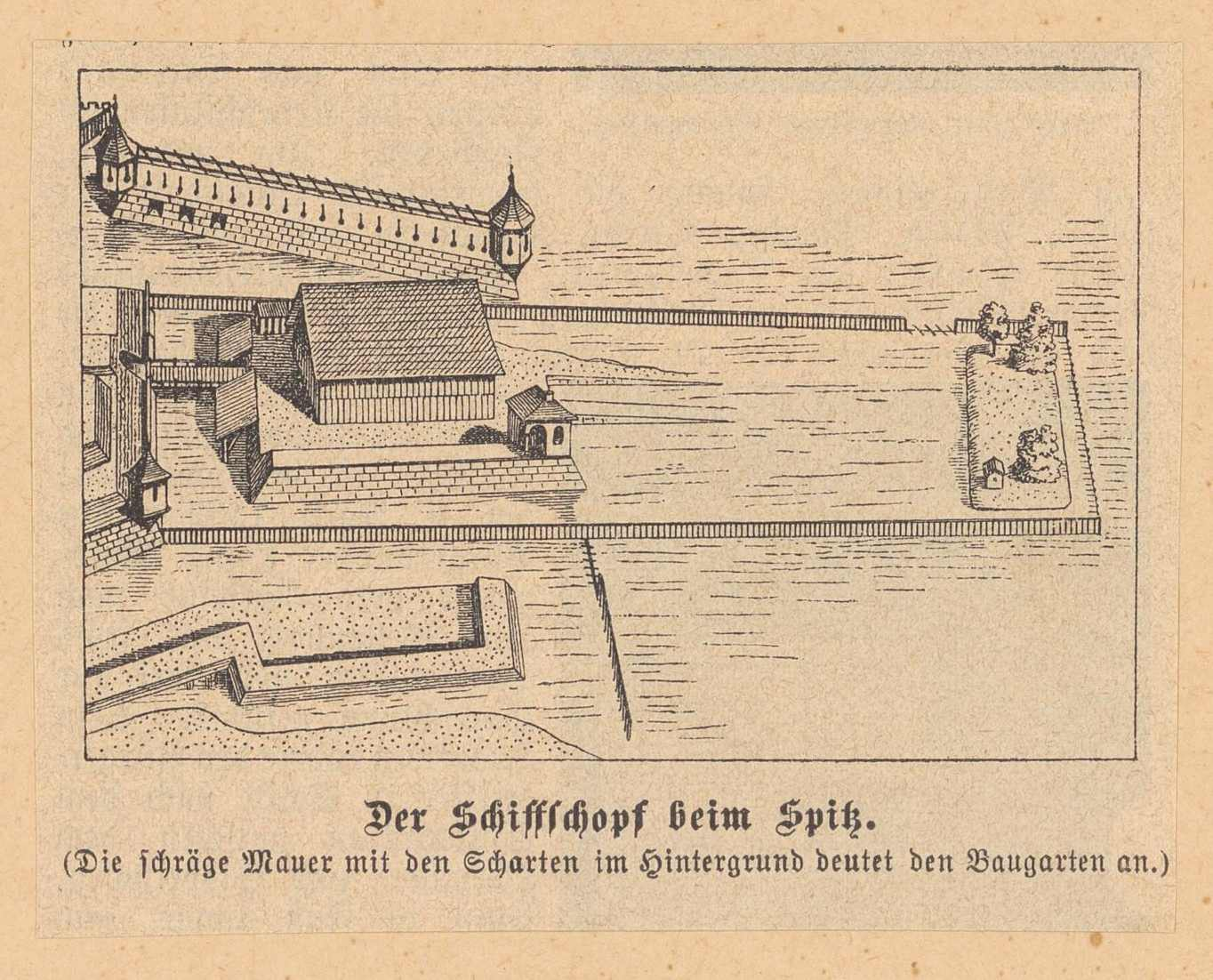
Marinearsenal der Schiffschopf am Spitz.
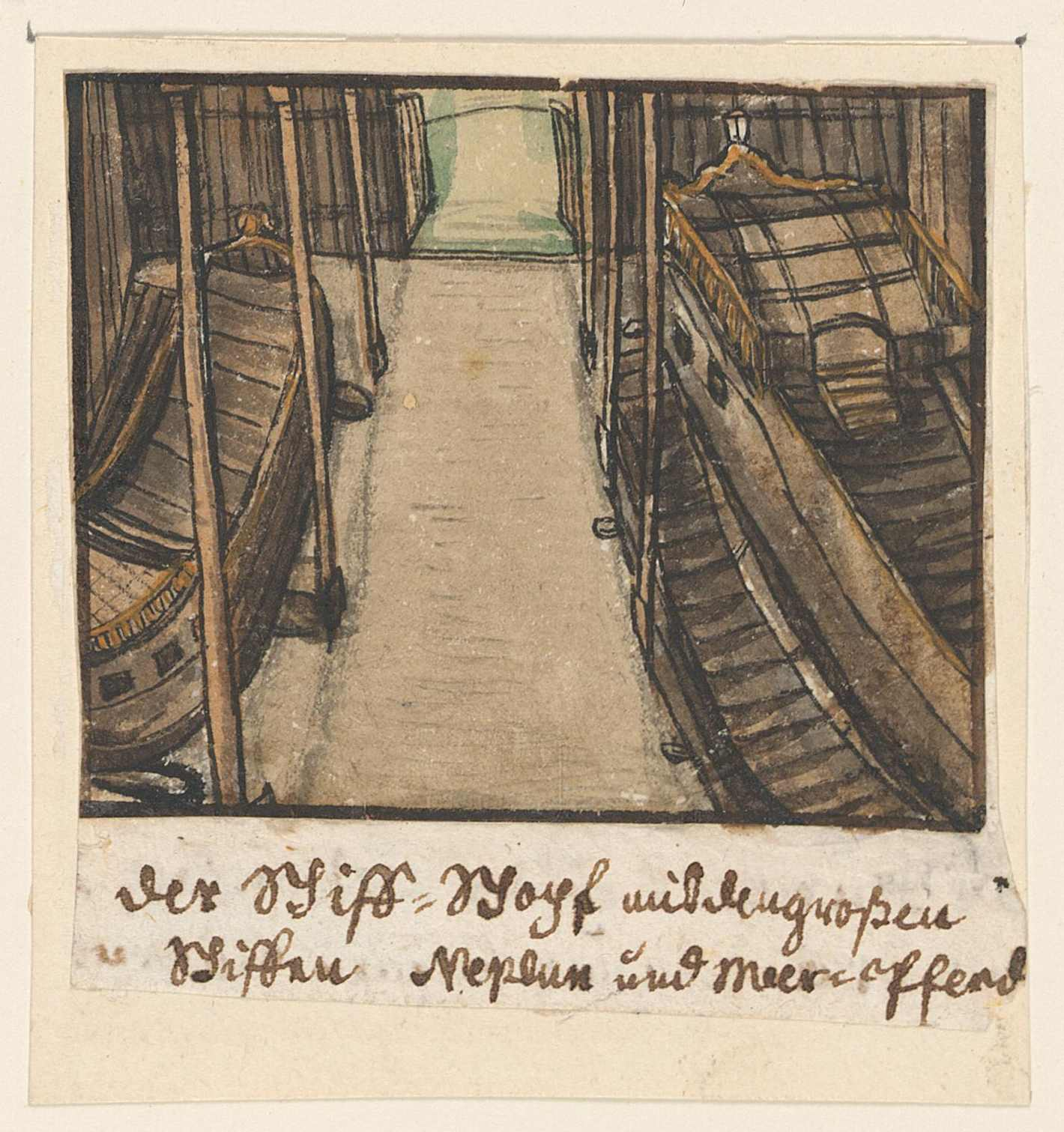
Neptun und Meerpferd (meist Seepferd genannt) im Arsenal von Zürich.
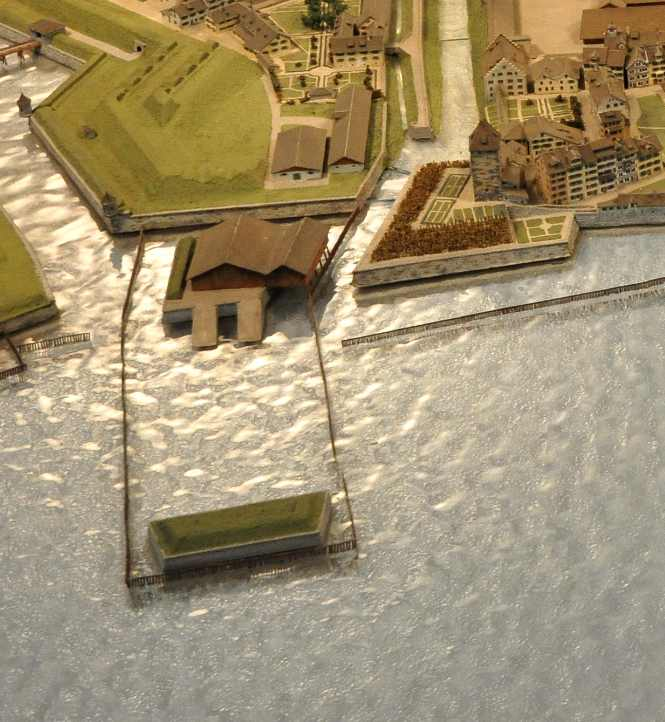
Marinehafen am Schiffschopf in Zürich um 1793 im Stadtmodell zum Müllerplan.